# Wilhelm Knapp Verlag
Der Wilhelm Knapp Verlag war ein 1838 in Halle an der Saale gegründeter Fachbuchverlag, der ab 1950 in Düsseldorf weitergeführt wurde. In der DDR wurde er 1950 als VEB Wilhelm Knapp Verlag verstaatlicht, daraus ging 1957 der VEB Fotokinoverlag Halle hervor. Der Verlag war vor allem bekannt für sein Programm von Fotofachbüchern und -zeitschriften.

## Geschichte

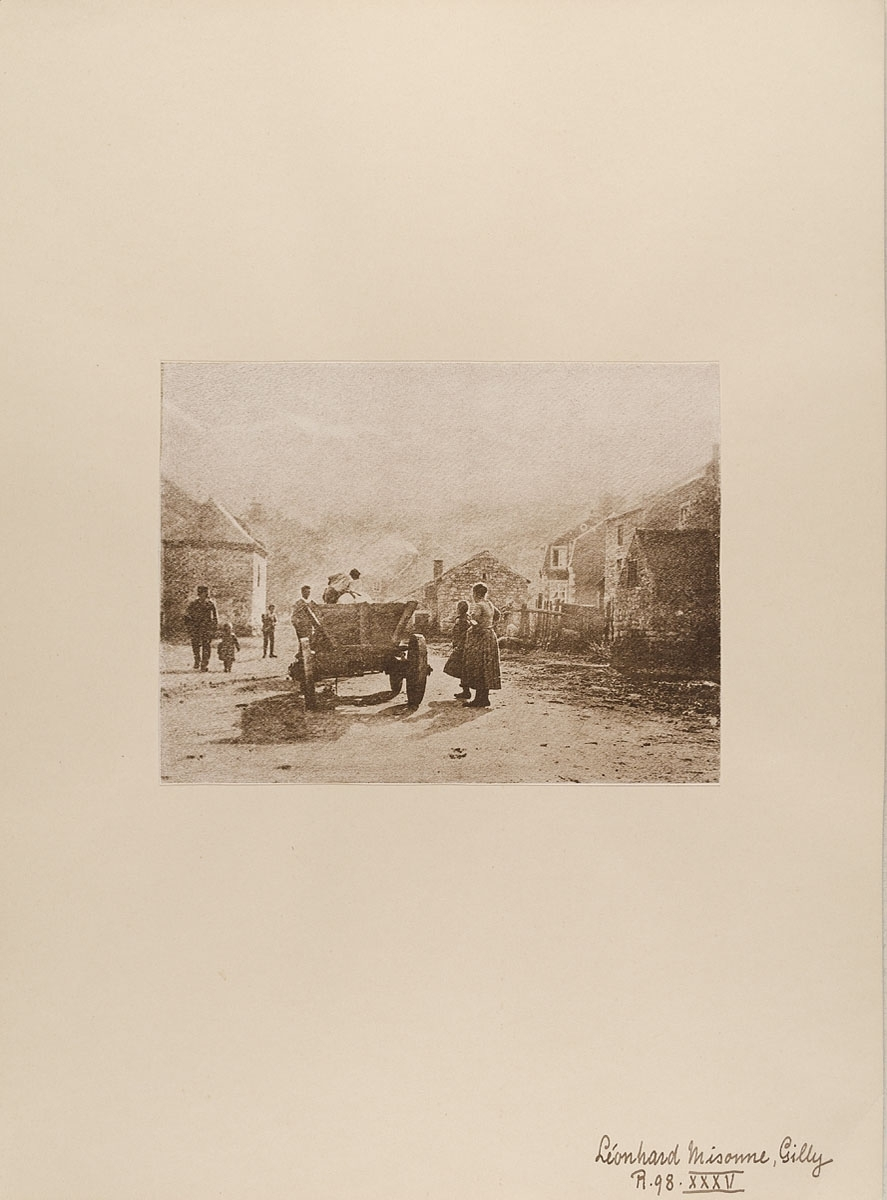
Heliogravüre nach einem vor 1898 von Léonard Misonne aufgenommenen Foto in Gilly (Charleroi), Belgien; gefertigt und auf Karton montiert von Meisenbach, Riffart & Co. und verlegt von Wilhelm Knapp

Der Verlag geht auf die Buch-, Kunst- und Musikalien-Sortimentsbuchhandlung von Carl August Kümmel (1769–1846, C. A. Kümmel’s Sortiments-Buchhandlung) in Halle zurück, der 1792 gegründet wurde. Zum 1. Januar 1839 teilte Kümmel sein Unternehmen in einen Verlag und in eine Buchhandlung auf, die er an seinen langjährigen Mitarbeiter Georg Carl Knapp (* 1813) verkaufte, einen Sohn des Theologen Georg Christian Knapp (1753–1825), der bei Kümmel publizierte. 1846 verkaufte Kümmel auch den Verlag an Knapp. Nach dem Tod von Knapp verkaufte seine Witwe die Sortimentsbuchhandlung am 31. Dezember 1849 an die langjährigen Mitarbeiter Friedrich Ludwig (genannt Louis) Schroedel und Ludwig Simon, daraus entstand später der Schroedel Verlag. Der Verlag wurde unter dem Namen G. C. Knapp (Verlagshandlung) fortgeführt, Carl Schulze wurde Geschäftsleiter. Wilhelm Georg Knapp (1840–1908), Sohn von Georg Carl Knapp, leitete ab dem 1. April 1881 den Verlag. 1901 übernahmen seine Söhne Karl Knapp (1867–1921) und Hans Knapp (1875–1962) in dritter Generation die Leitung des Verlages. 1921 folgten in vierter Generation Karl Knapp jun. (1889–1977) und Wilhelm Knapp jun. (1894–1958) als Verlagsleiter.
Nach dem Krieg wurde der Verlag ab 1947 zunächst in seiner alten Form als Fachbuchverlag weitergeführt. 1950 wurden die Besitzer enteignet und gründeten in Düsseldorf einen neuen Wilhelm Knapp Verlag mit ähnlichem inhaltlichen Schwerpunkt. Gleichzeitig wurde der Verlag in Halle unter dem Namen VEB Wilhelm Knapp Verlag weitergeführt. Rückwirkend zum 1. Juni 1957 wurde am 24. August 1957 der VEB Fotokinoverlag Halle als Nachfolger des Knapp-Verlages gegründet.
Der Verlag in Düsseldorf wurde im Juli 1972 von der Rheinisch-Bergischen Druckerei- und Verlagsgesellschaft mbH übernommen. Anschließend wurden die Verlagsaktivitäten als Wilhelm Knapp Verlag, Niederlassung der Droste Verlag GmbH mit Sitz im Düsseldorfer Pressehaus am Martin-Luther-Platz geführt.

## Programm
Anfangs brachte der Verlag im Zuge der Industrialisierung zunächst Bücher und Zeitschriften heraus, die sich mit dem Bauwesen und auch anderen Gewerben befassten.
Bereits 1839 erschien im Verlag die erste deutschsprachige Veröffentlichung zum eben erst erfundenen Medium der Fotografie.
Ab 1887 erschien die Photographische Rundschau und das Jahrbuch für Photographie und Reproduktionstechnik (später Jahrbuch für Photographie, Kinematographie und Reproduktionsverfahren) im Verlag, ab 1894 die Zeitschrift Photographische Chronik. Ab 1899 erschien eine Forschungszeitschrift, das Archiv für Wissenschaftliche Photographie, die allerdings nach zwei Jahrgängen wieder eingestellt wurde Von 1899 bis 1920 erschien die Zeitschrift für Reproduktionstechnik, die dann in der Photographischen Chronik aufging.  1899 empfahl sich das Unternehmen als „Vermittelungsstelle für die Verwertung Photographischer Erzeugnisse.“
Auch die im 19. Jahrhundert neu entstehenden Technikzweige wie die Elektrotechnik oder aufblühende Chemiezweige wie die Technische Chemie erschlossen dem Verlag neue Gebiete. Ab der Jahrhundertwende gab Knapp vor allem Publikationen zum Bergbau und verwandten Themen wie Hüttenkunde, Metallurgie, Gießereiwesen und Brennstoff-Verwertung heraus, zudem Feuerungstechnik und Wärmewirtschaft. Hinzu kamen Schriften zum Straßenbau oder der Wasserwirtschaft.
Ab 1925 erschien im Verlag die Zeitschrift Filmtechnik, ab 1927 die erste Amateurfilm-Zeitschrift Film für alle. Vor dem Zweiten Weltkrieg umfasste das Verlagsprogramm insgesamt 23 Fachzeitschriften und eine bedeutende Produktion von Hand- und Lehrbüchern sowie Monographien.
Anfang der 1970er Jahre umfasste der Verlagsprogramm schwerpunktmäßig Titel zu „Geologie, Bergbau, Kohleveredlung, Wärme und Energie, Hüttenkunde, Metallurgie, Gießerei, chemische Technologie, Keramik, Glas, Elektronik und Elektrotechnik, Optik und Uhrentechnik, moderne Technik“ sowie Foto- und Filmtechnik und auch Kunststoffe.